# Alex Crawford

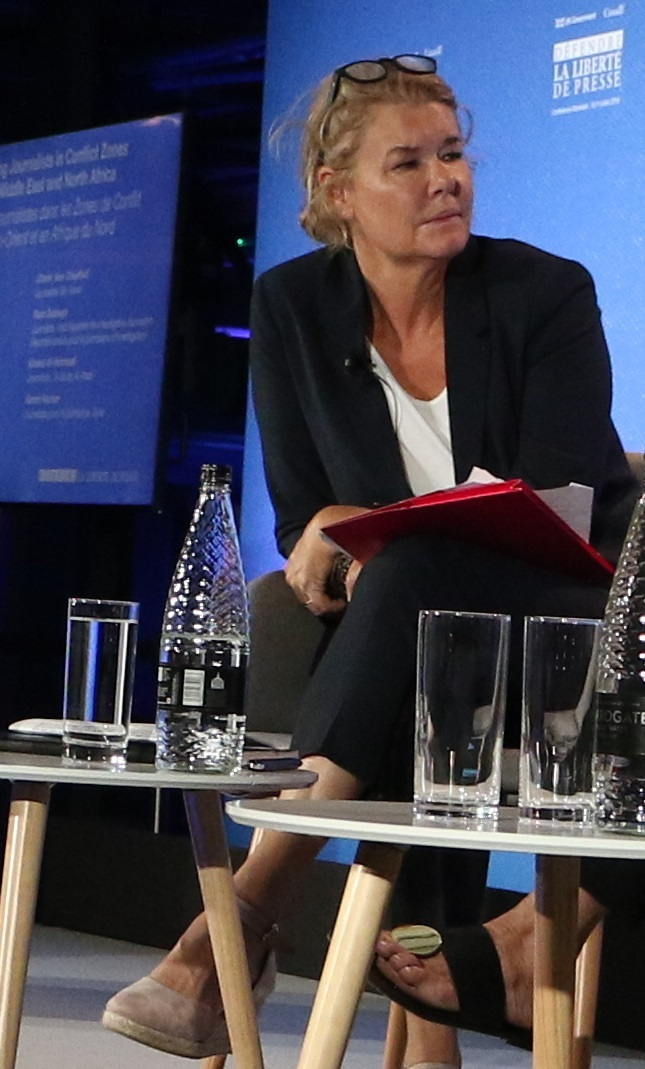
Alex Crawford

Alex Christine Crawford OBE (* 15. April 1962) ist eine britische Journalistin des britischen Nachrichtensenders Sky News, für den sie aktuell als Korrespondentin in Istanbul tätig ist.
Ihre journalistische Arbeit begann sie bei Wokingham Times, wechselte darauf zur BBC und schließlich 1989 zu Sky News. Drei Mal in Folge wurde sie von der Royal Television Society mit den Preis zur Journalistin des Jahres ausgezeichnet. Sie ist verheiratet und hat vier Kinder.
Bekannt wurde Alex Crawford durch ihre Live-Berichterstattungen im libyschen Bürgerkrieg 2011. Anfang August 2011 schloss sie sich jenen Verbänden des nationalen Übergangsrats an, welche gerade az-Zawiya von den Milizen des Machthabers Muammar al-Gaddafi erobert hatten. In der Nacht des 21. August 2011 begleitete sie mit ihrem Produzenten und zwei Kameramännern diese Verbände bei deren Offensive auf die libysche Hauptstadt Tripolis und sendete dabei als erste überhaupt Live-Bilder von den Kämpfen und den Einzug der Truppen in das Stadtzentrum auf den grünen Platz.
Anlässlich der Neujahrsehrungen 2012 wurde Crawford zum Officer of the Order of the British Empire ernannt. 2019 wurde sie mit dem Anna-Politkowskaja-Preis ausgezeichnet.